# Baciu (Cluj)
Baciu (Hongaars: Kisbács) is een gemeente in Cluj. Baciu ligt in de regio Transsylvanië, in het westen van Roemenië.
Baciu is gelegen direct ten noorden van de stad Cluj-Napoca en is de laatste jaren sterk gegroeid door de bouw van nieuwe woningen. De suburbanisatie is de reden van de groei.
De gemeente maakt deel uit van de Metropoolregio Cluj-Napoca.
De gemeente bestaat uit de volgende kernen:
- Baciu (Kisbács)
- Corușu (Nádaskóród)
- Mera (Méra)
- Popești (Nádaspapfalva)
- Rădaia (Andrásháza)
- Săliștea Nouă (Csonkatelep)
- Suceagu (Szucság).

## Bevolking
Volgens de volkstelling van 2002 was 56,08% van de bevolking Roemeens, 34,89% Hongaars en 8,92% Roma.
Het had toen 8139 inwoners (4.565 Roemenen en 2.840 Hongaren)
In 2011 had de gemeente een bevolking van 10.317 inwoners waarvan 6348 Roemenen (62%), 2994 Hongaren (29%) en 659 Roma (6%).

### Hongaarse minderheid
De gemeente behoort deels tot de etnisch Hongaarse streek Kalotaszeg. De volgende dorpen behoorden tot de streek en hadden in 2011 en Hongaarse bevolking:
- Baciu/ Kisbács; 6 100 inwoners waarvan 1 431 Hongaren (24,3%)
- Mera/ Méra 1387; inwoners waarvan 1055 Hongaren (77,8%)
- Suceagu/ Szucság;1 332 inwoners waarvan 464 Hongaren (35,7%)

In dorpen met meer dan 20% etnische minderheden zijn plaatsnaamborden tweetalig. 
In de gemeente zijn er meerdere Hongaarstalige instellingen, zo is er in Baciu de  Mihály Vörösmarty school voor basisonderwijs en middelbaar onderwijs in de richting kunst- en cultuur.  
In Mera is er een Hongaartalige basisschool met kinderopvang; Tamás Gyula basisschool en kinderopvang.

## Galerij

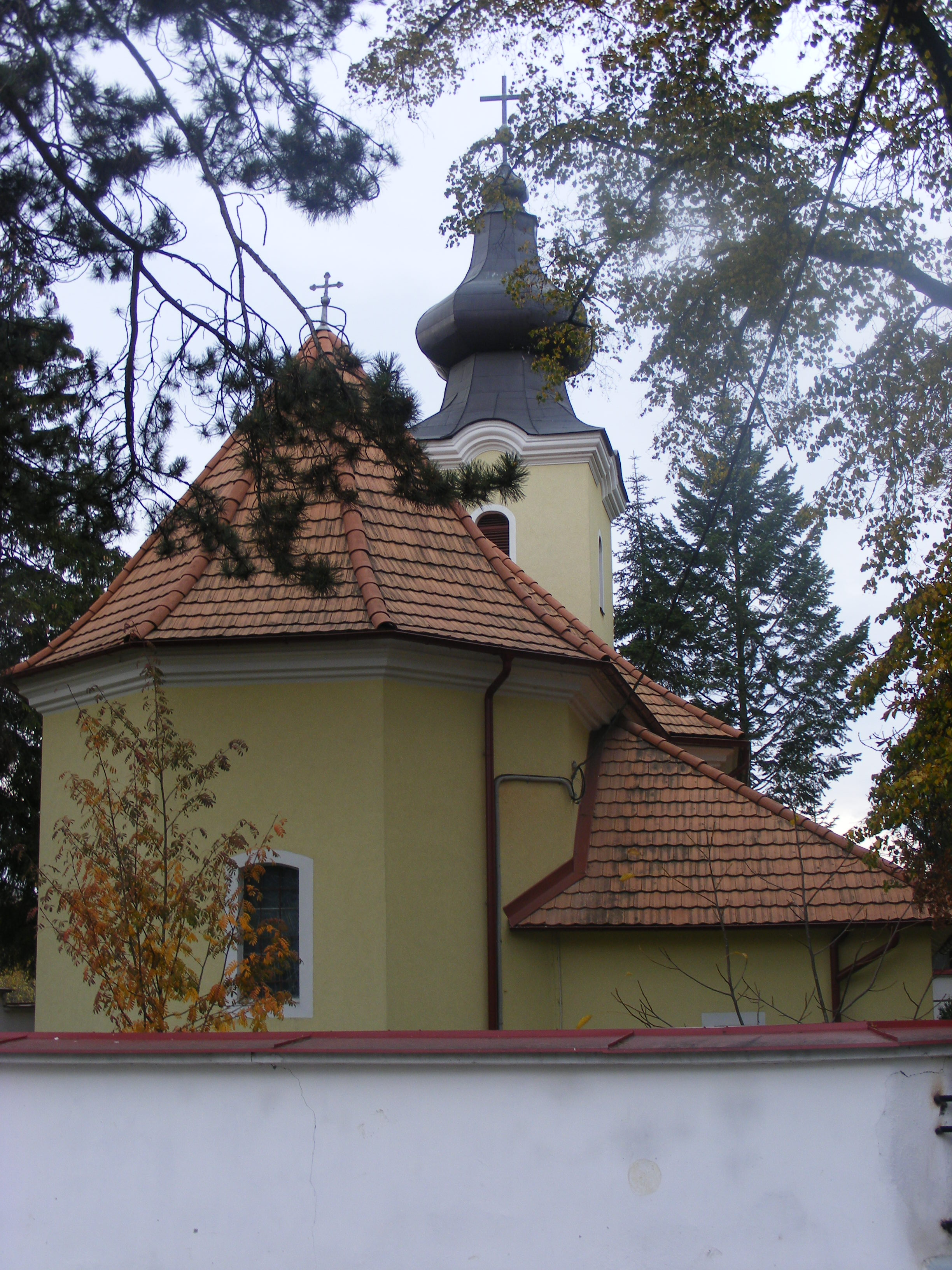
Baciu Rooms Katholieke kerk
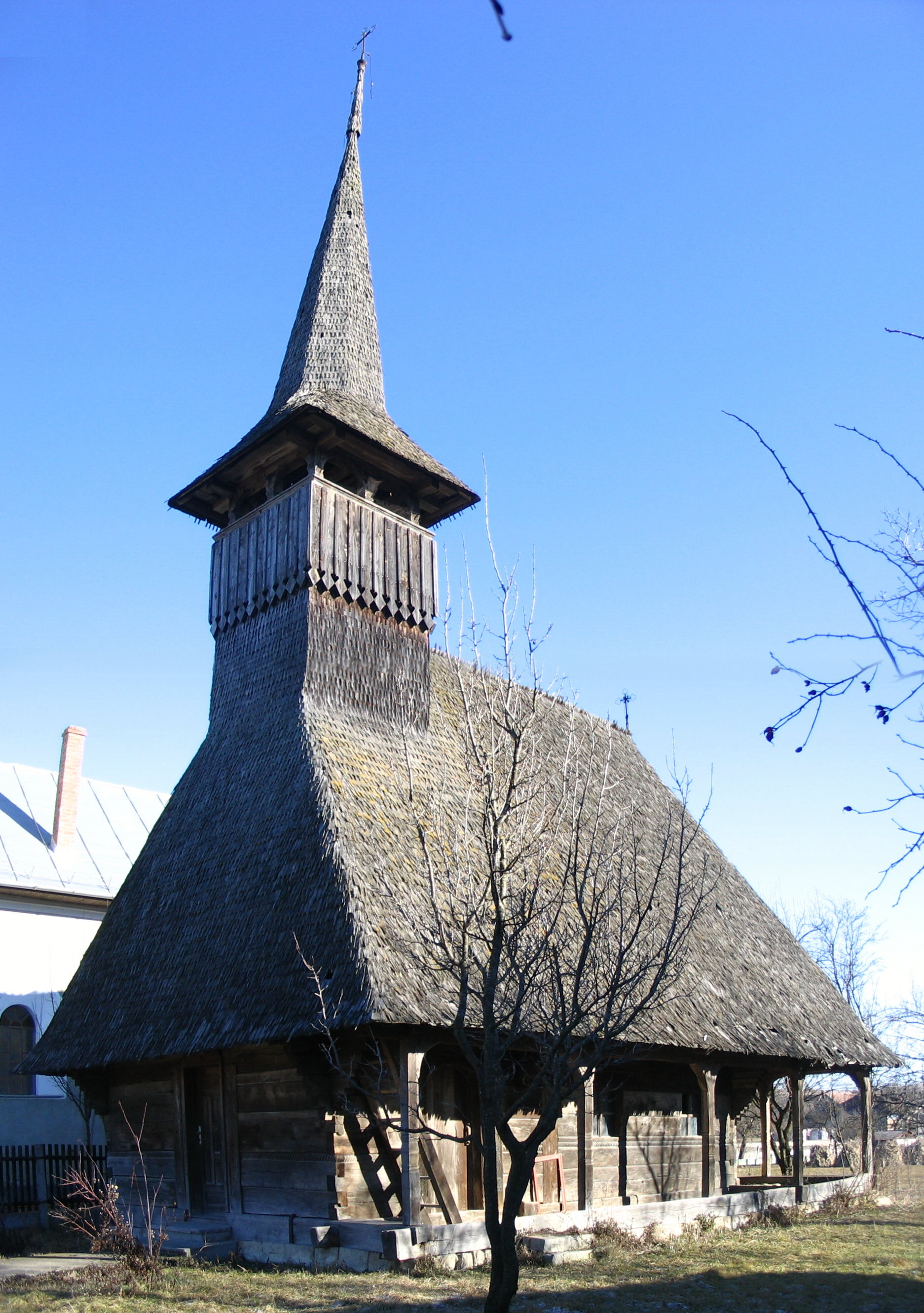
Houten kerk van Salistea_Noua
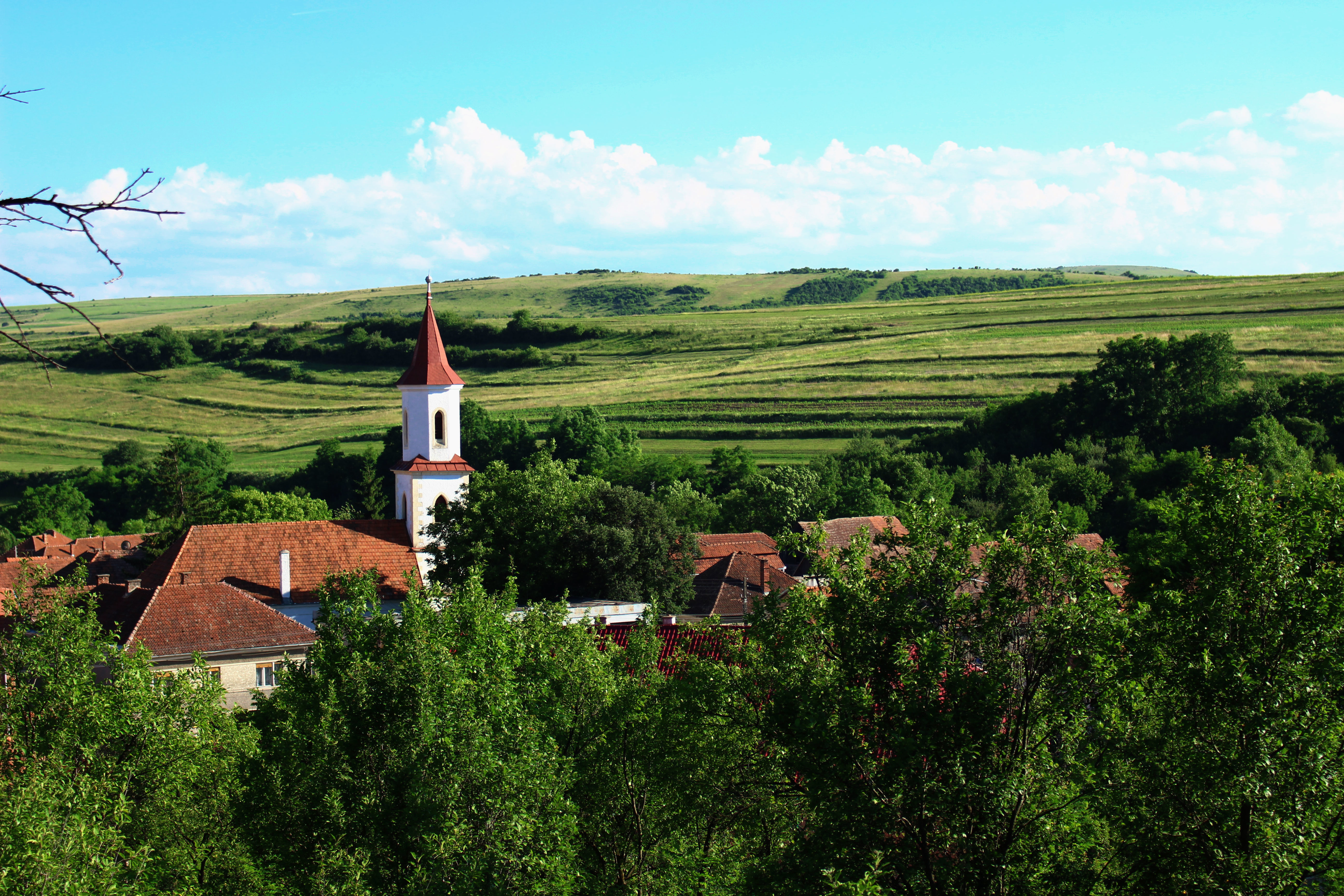
Hongaars Gereformeerde kerk van Mera/Méra
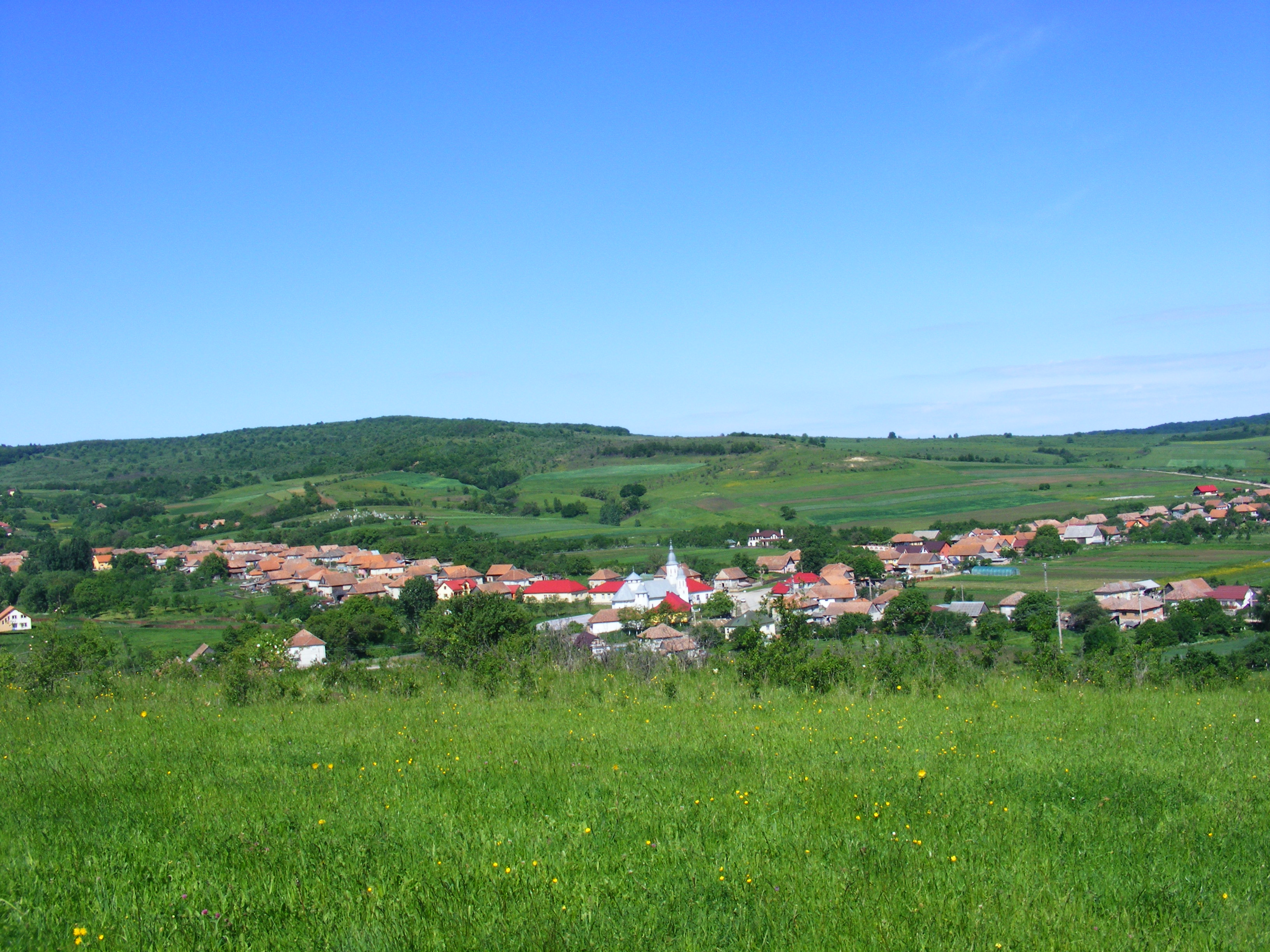
Zicht op Corușu
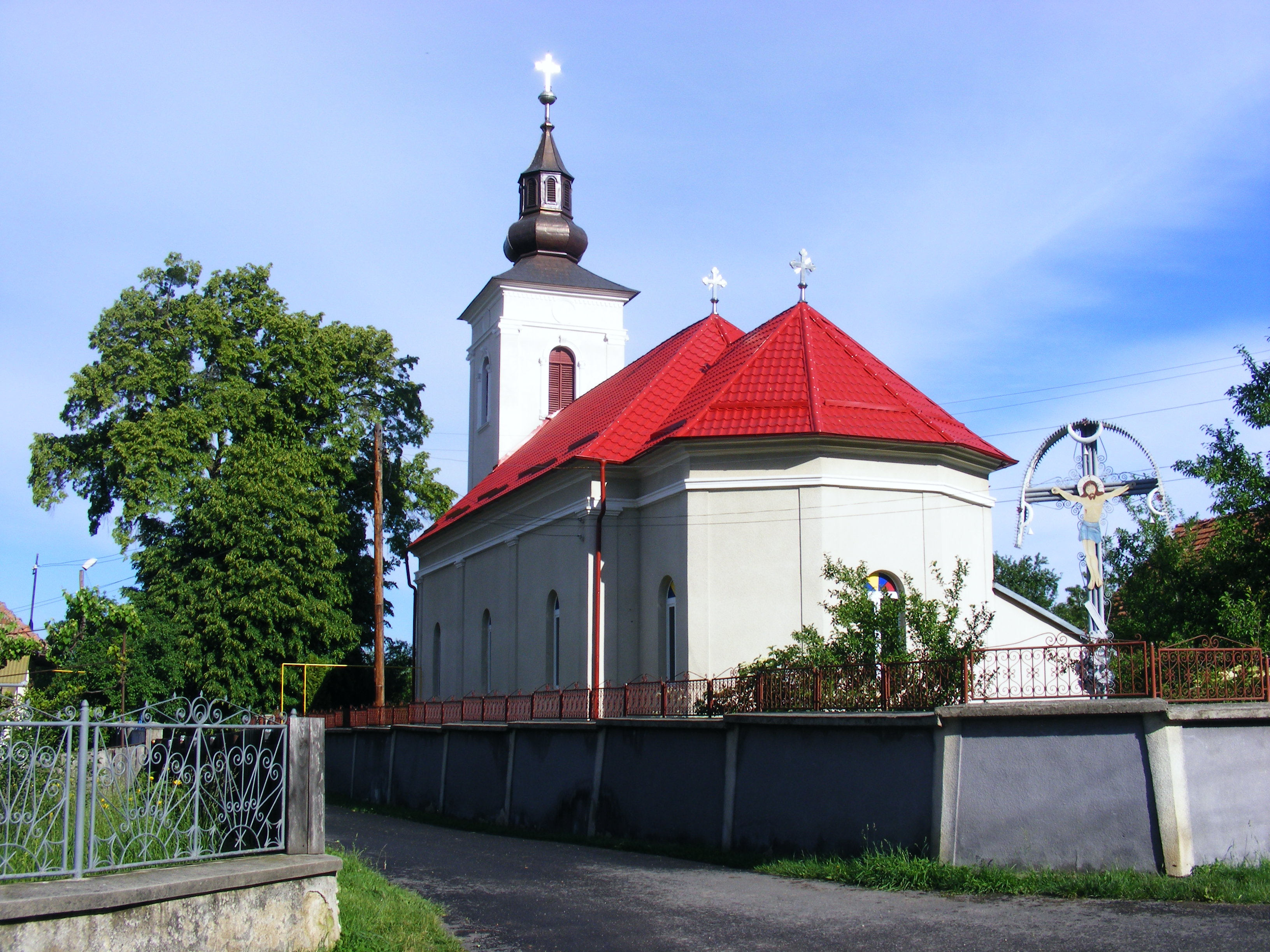
Orthodoxe kerk van Popești
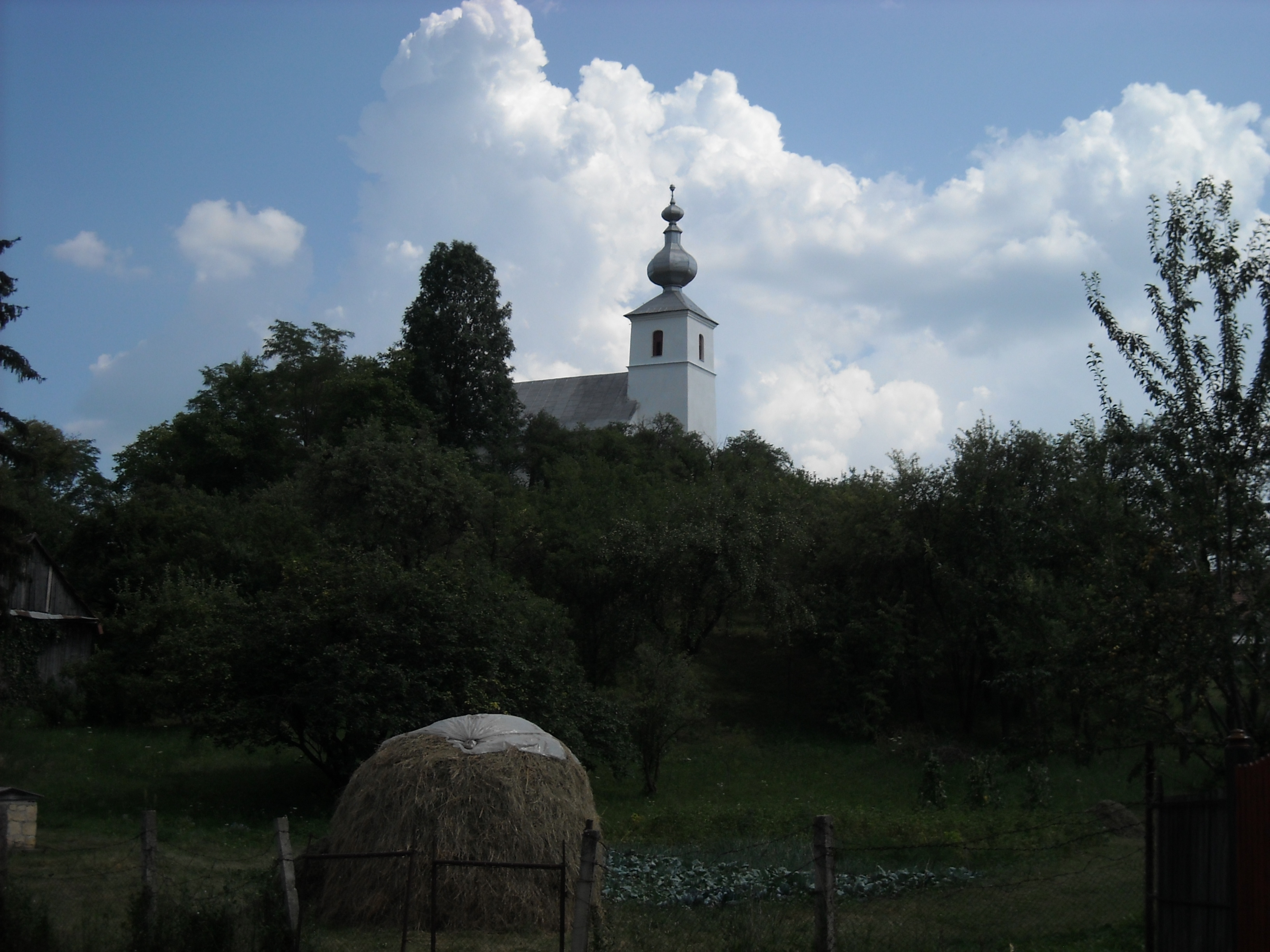
Hongaars Gereformeerde Kerk van Suceagu/Szucság
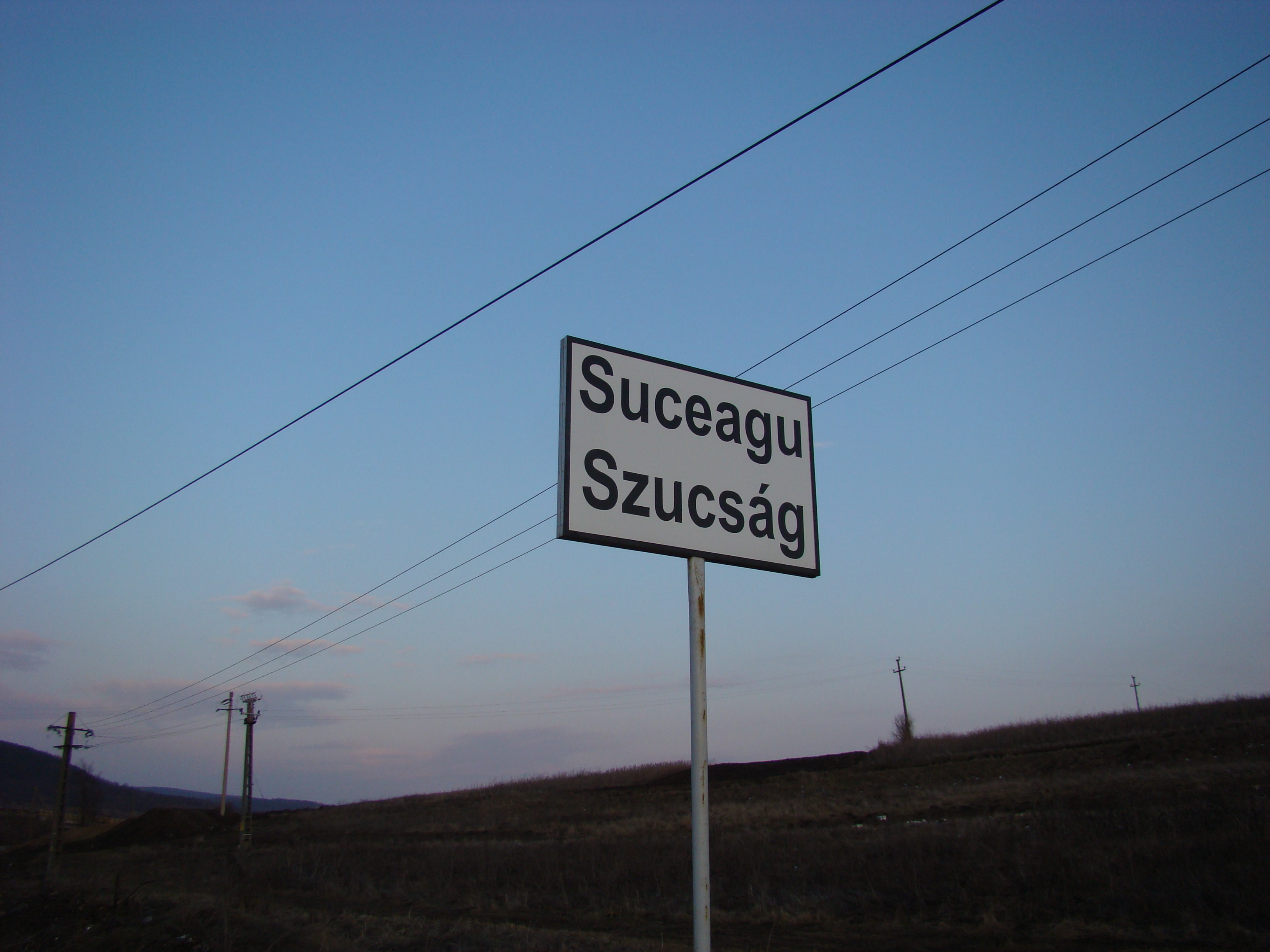
Tweetalig kombord Suceagu/Szucság

Steden met gemeentestatus: Cluj-Napoca · Turda · Câmpia Turzii · Dej · Gherla

Stad zonder gemeentestatus: Huedin

Gemeenten: Aghireșu · Aiton · Aluniș · Apahida · Așchileu Mare · Baciu · Băișoara · Beliș · Bobâlna · Bonțida · Borșa · Buza · Căianu · Călățele · Cămărașu · Căpușu Mare · Cășeiu · Cătina · Câțcău · Ceanu Mare · Chinteni · Chiuiești · Ciucea · Ciurila · Cojocna · Cornești · Cuzdrioara · Dăbâca · Feleacu · Fizeșu Gherlii · Florești · Frata · Gârbău · Geaca · Gilău · Iara · Iclod · Izvoru Crișului · Jichișu de Jos · Jucu · Luna · Măguri-Răcătău · Mănăstireni · Mărgău · Mărișel · Mica · Mihai Viteazu · Mintiu Gherlii · Mociu · Moldovenești · Negreni · Pălatca · Panticeu · Petreștii de Jos · Ploscoș · Poieni · Râșca · Recea-Cristur · Săcuieu · Săndulești · Săvădisla · Sânncraiu · Sânmartin · Sânpaul · Someșeni · Sic · Suatu · Tritenii de Jos · Tureni · Țaga · Unguraș · Vad · Valea Ierii · Viișoara · Vultureni